# Atractotomus schaffneri
Atractotomus schaffneri är en insektsart som beskrevs av Stonedahl 1990. Atractotomus schaffneri ingår i släktet Atractotomus och familjen ängsskinnbaggar. Inga underarter finns listade i Catalogue of Life.